# Achille Urbain
Achille Joseph Urbain (9 maggio 1884 – 1957) è stato un biologo francese, direttore del Muséum National d'Histoire Naturelle di Parigi dal 1942 al 1949.

## Biografia
Nel 1906 si laurea presso la scuola nazionale veterinaria di Lione, conseguendo poi la laurea in scienze naturali nel 1912 e il dottorato in scienze con una tesi sulla fisiologia vegetale (1920).
Durante la sua carriera, ha lavorato in un laboratorio di ricerca veterinaria militare e, nel frattempo, condusse studi come microbiologo e immunologo presso l'Istituto Pasteur. Nel 1931 si congeda dal servizio militare e nel 1934 viene nominato direttore dello zoo di Vincennes a Parigi. Dal 1942 al 1949 è stato direttore del Museo nazionale di storia naturale di Francia.
Nel 1937 ha descritto scientificamente il kouprey, basandosi su un giovane individuo maschio catturato nella provincia di Preah Vihear, in Cambogia.